# Zaraźnica gałęzista
Zaraźnica gałęzista, zaraza gałęzista (Phelipanche ramosa (L.) Pomel) – gatunek byliny z rodziny zarazowatych (Orobanchaceae). We florze Polski jest kenofitem. Roślina pasożytnicza. 

## Zasięg występowania
Występuje w Afryce Północnej, w południowej i południowo-wschodniej Europie oraz w Azji Zachodniej i na Kaukazie. Pojawia się też gdzieniegdzie poza tymi rejonami. W Polsce podawana była dawniej z Pomorza Zachodniego, Kujaw, Wielkopolski, Śląska, Lubelszczyzny, Niziny Sandomierskiej.

## Morfologia

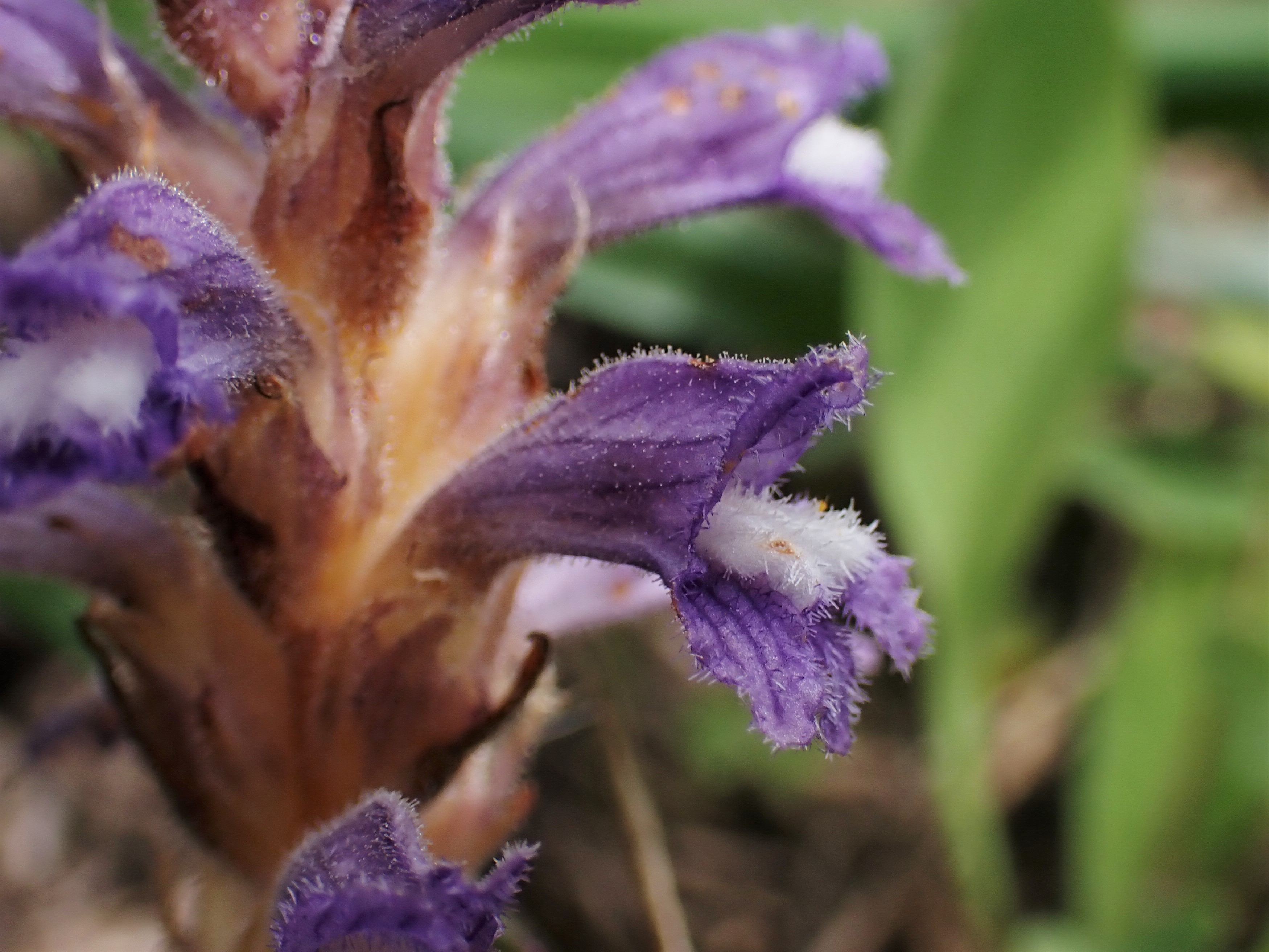
Kwiat

ŁodygaGałęzista, bladożółta, cienka, gruczołowato owłosiona, okryta drobnymi łuskami, do 40 cm wysokości.
KwiatyGrzbieciste, na bardzo krótkich szypułkach, wyrastające w kątach przysadek. Każdy kwiat z dwoma podkwiatkami. Kielich dzwonkowaty, 4-ząbkowy. Korona kwiatu przewężona koło nasady pręcików, bladożółtawa z niebieskim lub fioletowym brzegiem, długości 10–17 mm. Warga górna dwułatkowa. Znamię białawe lub niebieskawe.

## Zagrożenia i ochrona
W latach 2004–2014 roślina była objęta w Polsce ochroną ścisłą, od 2014 roku podlega częściowej ochronie gatunkowej.
Roślina jest umieszczona na Czerwonej liście roślin i grzybów Polski (2006) w grupie gatunków rzadkich, potencjalnie zagrożonych (kategoria zagrożenia R).